# Jelle Jan de Jong
Jelle Jan (Jelle) de Jong (Arnhem, 22 juni 1921 – Ermelo,15 november 1965) was een Nederlands jurist en hoogleraar. Tijdens zijn studententijd in Utrecht zat hij in het verzet.

## Levensloop
Jelle de Jong werd geboren in Arnhem, als zoon van Wieger de Jong en Alida Adriana Muijs. Zijn vader was rijksveeteeltconsulent. In 1940 behaalde hij zijn diploma gymnasium bèta in Arnhem. Hij ging vervolgens naar Utrecht, om medicijnen te studeren. De Jong woonde tijdens zijn studie aan de Begijnekade, in hetzelfde huis als James van Beusekom. De Jong was een jaargenoot van Rut Matthijsen. 

### Tweede Wereldoorlog
In maart 1943 werd De Jong, samen met zijn vriendin Jaco Stamperius, parttime medewerker bij het Utrechts Kindercomité. Beiden werkten daarvoor als losse kracht voor het Kindercomité. De Jong werd al snel een vaste medewerker, terwijl Stamperius parttime medewerker bleef. Om Jan Meulenbelt te ontlasten, werd hij coördinator in de provincie Utrecht. Na de mislukte aanslag in Esch, in juni 1943, moesten de oprichters van het Kindercomité en enkele andere kernleden onderduiken. Jelle de Jong nam vervolgens de coördinatietaken van Jan Meulenbelt over.
De Jong is slechts kort coördinator van het Kindercomité geweest. In september 1943 beviel zijn vriendin Jaco Stamperius in Tiel van een dochter. De Jong wilde het kind niet erkennen, omdat hij na zijn studie in diplomatieke dienst wilde en een buiten echt geboren kind zou dat in de weg zitten. Een afvaardiging van het Kindercomité ging op kraamvisite. Nadat Anne Maclaine Pont had opgemerkt dat de dochter erg op Jelle leek, werd de samenwerking met hem verbroken.
De Jong werd daarna lid van een Utrechtse knokploeg (KP 5 Binnenstad). In 1944 verhuisde hij naar Den Haag.

### Na de oorlog
Na de oorlog pakte De Jong de studie weer op. De Duitse bezetting had hem echter van gedachten doen veranderen over zijn studiekeuze. Hij verhuisde in 1946 vanuit Den Haag naar Voorstraat 68bis in Utrecht en schreef zich in als student rechten. In januari 1948 behaalde hij zijn doctoraal examen rechten. In 1949 stond hij aldaar nog ingeschreven, nu als j.d. In 1951 promoveerde hij bij promotor W.J.A. Kernkamp met lof op het proefschrift "Politieke organisatie in West-Europa na 1800". Van 1947 tot 1951 was hij tevens assistent van Kernkamp.

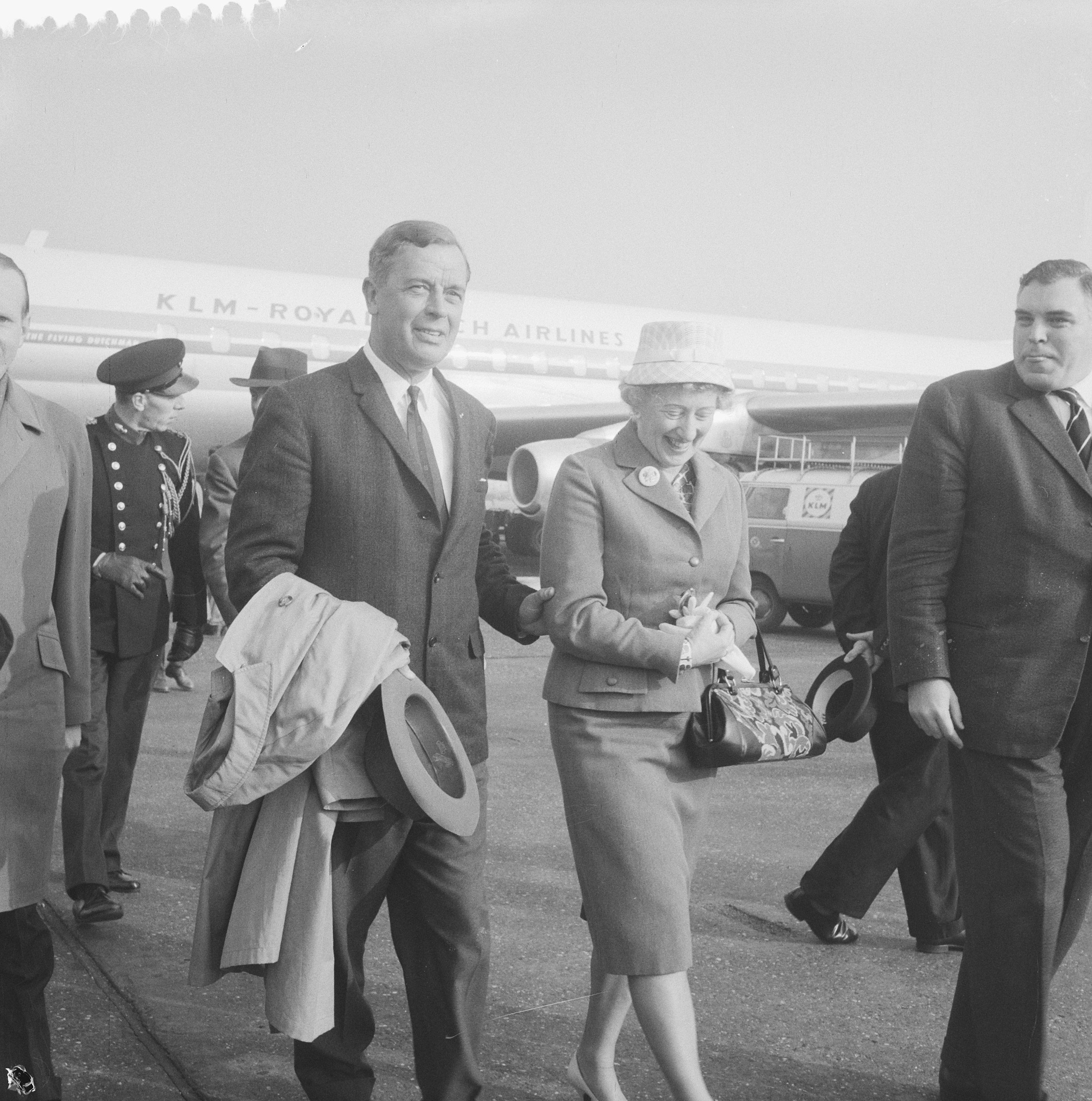
Minister S.H. Visser, zijn echtgenote M.C. Visser-Kruijtbosch en woordvoerder Jelle de Jong op Schiphol, april 1961.

Na zijn promotie werd De Jong, die lid was van de Antirevolutionaire Partij, parlementair correspondent bij diverse regionale kranten. In 1952 was hij lid van een commissie die moest onderzoeken of de AR-partij moest worden gereorganiseerd. Ook was hij vicevoorzitter van Stichting 1940-1945 voor de stad en het district Utrecht.
In 1953 werd De Jong benoemd tot buitengewoon hoogleraar politicologie aan de juridische faculteit van de Vrije Universiteit Amsterdam. Bij zijn inauguratie waren ook enkele medeverzetsleden aanwezig. In 1956 werd zijn aanstelling omgezet in een gewoon hoogleraarschap. In 1958 verhuisde hij naar Amsterdam.
In november 1959 kregen zijn ouders een ernstig auto-ongeluk. Zijn vader, die inmiddels rector magnificus van de Landbouwhogeschool Wageningen was, overleed ten gevolge daarvan in januari 1960.
In het voorjaar van 1960 legde De Jong zijn hoogleraarsambt om persoonlijke redenen neer. In oktober van hetzelfde jaar werd hij aangesteld als adviseur public relations van minister van Defensie Sim Visser. Hij deed onder meer de woordvoering in de zaak-Van der Putten. In december 1961 vertrok De Jong vrij plotseling met buitengewoon verlof zonder salaris naar Jamaica, waar hij gasthoogleraar werd aan de University of the West-Indies in Kingston. Een jaar later kreeg De Jong eervol ontslag.
In 1964 keerde hij terug naar Amsterdam. De laatste anderhalf jaar van zijn leven gaf hij les aan het Instituut voor Social Studies in Den Haag.
In augustus 1965 ging hij bij zijn moeder in Wageningen wonen. De Jong overleed in november 1965 in Ermelo. Hij werd begraven in een familiegraf in Wageningen.
De Jong is driemaal getrouwd geweest. Met zijn eerste echtgenote kreeg hij een dochter, die na zeventien dagen overleed. Met zijn tweede echtgenote kreeg hij een zoon.